# Ninja Rùa (phim 2014)
Ninja Rùa (tên gốc tiếng Anh: Teenage Mutant Ninja Turtles) là một bộ phim Mỹ được làm trong năm 2014. Đây là bộ phim chuyển thể được làm lại từ phiên bản phim đầu tiên từ những năm 1990, tuy nhiên lần này có sự khác biệt đó là phim được sự hậu thuẫn của nhà sản xuất Michael Bay.
Không giống với tất cả các bộ phim TMNT đã làm trước đó do người đóng bằng cách hóa trang và phim hoạt hình CGI năm 2007, đây là bộ phim Ninja Rùa đầu tiên có sử dụng công nghệ kĩ xảo bây giờ để thực hiện việc biến những chú rùa vô tri giác ngày trước lên một tầm cao thực tế mới.

## Diễn viên
- Pete Ploszek trong vai Leonardo
- Johnny Knoxville trong vai Leonardo (lồng tiếng)
- Alan Ritchson trong vai Raphael
- Noel Fisher trong vai Michelangelo
- Jeremy Howard trong vai Donatello
- William Fichtner trong vai Eric Sacks và The Shredder
- Danny Woodburn trong vai Splinter
- Tony Shalhoub trong vai Splinter (lồng tiếng)
- Megan Fox trong vai April O'Neil
- Will Arnett trong vai Vernon Fenwick
- Whoopi Goldberg trong vai Bernadette Thompson
- Abby Elliott trong vai người cùng phòng của April

## Nội dung
April O'Neil là một phóng viên Kênh 6 của thành phố New York, trong suốt thời gian làm việc của mình cái mà cô muốn là vạch trần một tổ chức tội phạm khét tiếng tên Foot Clan đang thâu tóm cả thành phố. Trong một lần đang tiến hành đưa tin một vụ bắt giữ con tin tại ga tàu điện ngầm do Foot Clan thực hiện thì bất chợt cô được giải cứu bởi bốn anh hùng to lớn vô danh. Do cảm kích nên April O'Neil đuổi theo bốn anh hùng lên đến tận mái nhà thì mới được biết người cứu cô chính là bốn anh em ninja rùa đột biến có một lai lịch bí ẩn.
Khi April O'Neil bị sốc và ngất đi, cô được bọn họ đưa đến nơi ở và gặp sư phụ Splinter của họ cũng là một con chuột đột biến. April O'Neil lúc này mới được biết tên bốn vị anh hùng này bao gồm Leonardo, Donatello, Michelangelo, Raphael. Thời gian này, cô mới nhận ra rằng 4 chú rùa và cả Splinter là những con thú cưng cũ của mình đã được thí nghiệm đột biến và cô đưa họ đến 1 nơi ẩn náu an toàn

## Thông tin về phim
Trong năm 2009, đồng sáng tạo Teenage Mutant Ninja Turtles là họa sĩ Peter Alan Laiddazddaz xác nhận với giới truyền thông về việc bán bản quyền thương hiệu cho hãng Nickelodeon. Từ đây việc phát triển các loại hình ăn theo của Teenage Mutant Ninja Turtles bắt đầu từ những năm 2011 và nở rộ với bộ phim seri hoạt hình 3D trong năm 2012. Trước đó dòng phim Teenage Mutant Ninja Turtles đã từng lên phim bằng CGI một lần vào năm 2007 do ba hãng hợp tác bao gồm Imagi Animation Studios, Warner Bros. Pictures và The Weinstein Company, tuy nhiên cách này không hiệu quả do những ý kiến phản hồi từ người hâm mộ rằng bộ phim nó có một kịch bản quá tệ và không quá hoành tráng như mong đợi. Vì vậy ngay sau khi hãng Nickelodeon mua lại bản quyền từ năm 2009, hãng đã đích thân nộp đề án làm phim này cho đạo diễn kiêm nhà sản xuất Michael Bay, kết quả thật không ngoài sự mong đợi đó là một cái gật đầu và bộ phim đã được lên kế hoạch thực hiện ngay sau đó 2 năm thông qua vài lần úp mở tại ComicCon.

Kế hoạch quay bộ phim bắt đầu vào 22/3/2013 tại Tupper Lake, New York với phần thô (để tiện việc lồng ghép kĩ xảo sau này khi lên phim). Lúc này Megan Fox đã được thông báo để được chọn vào vai nữ phóng viên April trong khoảng tháng 2 /2013,  đây là sự tái hợp của cô với Michael Bay sau khi cô bị từ chối hợp tác trong bộ phim Transformers: Dark of the Moon theo chỉ thị của Steven Spielberg vì đã dám so sánh ông ta là kẻ độc tài như Hitler. Vụ việc lùm xùm này đã khiến tên tuổi Megan Fox hầu như xuống dốc từ năm 2011, nhưng may mắn là chồng của cô nam diễn viên Brian Austin Green đã phải đến gặp và xin lỗi trực tiếp hai vị đạo diễn trên nên Megan Fox mới có cơ hội quay lại với xưởng phim của Steven Spielberg.
Câu chuyện về các Ninja Rùa ra đời từ một ý tưởng bất chợt của hai người bạn họa sĩ: Kevin Eastman và Peter Laird trong một căn hộ tại New Hampshire (gần New York). Với dự định ban đầu là để nhại 4 nhân vật truyện tranh nổi tiếng thời bấy giờ (Dare Devil, New Mutants, Cerebus và Ronin) nhưng 4 chú rùa đột biến màu xanh với trang phục và kỹ năng chiến đấu của những Ninja nhanh chóng được hâm mộ và tạo nên cơn sốt thực sự.

## Phần tiếp theo
Sau khi thu về tổng cộng 65 triệu USD ở thị trường Bắc Mỹ chỉ sau 3 ngày khởi chiếu. Hãng Paramount cho biết họ đã quyết định làm phần 2 của phim sẽ ra rạp vào ngày 3 tháng 6 năm 2016, theo thông báo thì Michael Bay sẽ vẫn giữ vai trò nhà sản xuất trong khi kịch bản thuộc về trách nhiệm của Brad Fuller và Andrew Form.